# Facciotti
I Facciotti (o Facciotto, come indifferentemente usato nelle edizioni dell'epoca) furono una famiglia di stampatori del Rinascimento italiano, attiva a Roma tra la fine del XVI e la prima metà del XVII secolo.

## Storia
Il primo torchio dei Facciotti fu impiantato a Roma da Guglielmo, nativo di Gattinara, che cominciò a stampare con il suo nome nel 1592. L'officina cambiò molte volte indirizzo nel corso degli anni: dapprima in Borgo, successivamente a Monte Giordano, poi a Santa Maria in Aquiro, ebbe sede definitiva nel Vicolo delle Colonnelle (l'attuale Via delle Colonnelle presso piazza Capranica). Facciotti fu uno dei rappresentanti più attivi e significativi della tipografia romana del primo Seicento. Dal 1592 al 1632, anno della sua morte, realizzò circa 400 edizioni a stampa. Facciotti fece uso di varie marche tipografiche, tra le quali quella aldina. La più frequente e caratteristica dei libri prodotti dall'officina raffigura la Speranza, seduta di profilo, con in mano un'ancora snodata. L'incisione recita: “In te Domine speravi non confundar in aeternum”, versetto preso dal Salmo 70,1 posto in conclusione del Te Deum.
Tra le opere stampate dal Facciotti si segnalano i Dialoghi intorno alle medaglie, inscrittioni et altre antichità di Antonio Agustín, a cura Dionigi Ottaviano Sada, con la collaborazione di Fulvio Orsini e Alfonso Chacón (1592), l'edizione princeps della Gerusalemme conquistata di Torquato Tasso (1593), quella delle Relazioni universali, di Giovanni Botero (1595), Le antichità dell'alma città di Roma, di Andrea Palladio (1596, 1599, 1600, 1629) e le edizioni princeps del Minus cognitarum stirpium aliquot ac etiam rariorum nostro cœlo orientium Ἔκϕρασις di Fabio Colonna (1606) e della Roma sotterranea di Antonio Bosio (1632). Faciotti stampò inoltre numerose opere di Angelo Rocca, Cesare Baronio e Roberto Bellarmino. Tra le opere di argomento scientifico si segnalano soprattutto i trattati di astronomia di Andrea Argoli e quelli di medicina legale di Paolo Zacchia.
Facciotti si dedicò anche alla stampa di opere ascetiche e devozionali di piccolo formato, destinate ad un pubblico ampio, quali il Trattato dell'Angelo custode del Padre Francesco Albertini S.I.
Facciotti collaborò con altri tipografi romani, come Luigi Zannetti, Stefano Paolini, e Giacomo Mascardi.
Guglielmo Facciotti morì a Roma il 21 ottobre 1632. L'officina continuò la sua attività sotto la guida della moglie, Maria Zannetti, e dei nipoti Giacomo, Giovanni Pietro e Pietro Antonio. Tra le opere date alle stampe dagli eredi di Guglielmo Facciotti si distingue l'edizione italiana della Flora di Giovanni Battista Ferrari (1638).
Il 20 maggio 1638 Giacomo Facciotti cedette al cognato Francesco Zannetti tutti i materiali della stamperia «cioè caratteri, casse, torcoli et altre masseritie et utigli di stampa» e prese in gestione una stamperia a Tivoli, che operò fino al 1643.